# Remzi Musaoğlu
Remzi Musaoğlu (ur. 25 stycznia 1965 w Kyrdżali) – turecki zapaśnik w stylu wolnym. Olimpijczyk z Barcelony 1992, gdzie zajął czwarte miejsce w kategorii 57 kg.
Zajął 19. miejsce w mistrzostwach świata w 1991. Trzykrotny medalista mistrzostw Europy, złoto w 1993 roku.